# Bactrocera kraussi
Bactrocera kraussi
 es una especie de díptero que Hardy describió por primera vez en 1951. Bactrocera kraussi pertenece al género Bactrocera de la familia Tephritidae. 